# Lasiocaryum munroi
Lasiocaryum munroi là loài thực vật có hoa trong họ Mồ hôi. Loài này được (C.B. Clarke) I.M. Johnst. mô tả khoa học đầu tiên năm 1925.